# 앤디 세미닉
앤드루 와설 세미닉(영어: Andrew Wasal Seminick, 1920년 9월 12일~2004년 2월 22일)은 미국의 프로 야구 선수로, 포지션은 포수였다. 메이저 리그 베이스볼(MLB)에서 1943년부터 1957년까지 필라델피아 필리스와 신시내티 레즈/레드레그스에서 뛰었다. 1915년 이후 처음으로 페넌트 우승을 차지한 필라델피아 필리스의 이른바 위즈 키즈의 일원이었다.